# Lijst van voetbalinterlands Costa Rica - Saoedi-Arabië
Deze lijst van voetbalinterlands is een overzicht van alle officiële voetbalwedstrijden tussen de nationale teams van Costa Rica en Saoedi-Arabië. De landen speelden tot op heden vijf keer tegen elkaar. De eerste ontmoeting, een vriendschappelijke wedstrijd, werd gespeeld in Dammam op 23 september 1993. Het laatste duel, eveneens een vriendschappelijke wedstrijd, vond plaats op 8 september 2023 in Newcastle (Verenigd Koninkrijk).

## Wedstrijden
| № | Plaats    | Datum             | Competitie        | Wedstrijd                  | Uitslag |
| - | --------- | ----------------- | ----------------- | -------------------------- | ------- |
| 1 | Dammam    | 23 september 1993 | Vriendschappelijk | Saoedi-Arabië – Costa Rica | 1 – 2   |
| 2 | Dammam    | 27 september 1993 | Vriendschappelijk | Saoedi-Arabië – Costa Rica | 3 – 2   |
| 3 | Riyad     | 17 december 1994  | Vriendschappelijk | Saoedi-Arabië – Costa Rica | 1 – 3   |
| 4 | Fullerton | 17 juli 1999      | Vriendschappelijk | Costa Rica – Saoedi-Arabië | 1 – 0   |
| 5 | Newcastle | 8 september 2023  | Vriendschappelijk | Saoedi-Arabië − Costa Rica | 1 − 3   |

## Samenvatting
| Competitie        | Totaal gespeeld | Winst Costa Rica | Gelijk | Winst Saoedi-Arabië | Doelsaldo Costa Rica – Saoedi-Arabië |
| ----------------- | --------------- | ---------------- | ------ | ------------------- | ------------------------------------ |
| Vriendschappelijk | 5               | 4                | 0      | 1                   | 11 − 6                               |
| Totaal            | 5               | 4                | 0      | 1                   | 11 − 6                               |

Wedstrijden bepaald door strafschoppen worden, in lijn met de FIFA, als een gelijkspel gerekend.

## Details

### Eerste ontmoeting
| Vriendschappelijk (Dammam, Saoedi-Arabië, 23 september 1993): |              | |
| Saoedi-Arabië                                                 | 1 – 2        | Costa Rica |
| Saeed Owairan 20'                                             | goals        | 47' José Jaikel 57' José Jaikel |
|                                                               | bondscoach   | Toribio Rojas |
|                                                               | opstellingen | Hermidio Barrantes 56' Heriberto Quiroz José Chaves Héctor Marchena Marvin Ángulo 85' Germán Rodríguez 32 ' Luis Sibaja Mauricio Solís Rónald Gómez Kénneth Paniagua 70' José Jaikel |
|                                                               | wissels      | 32' Marvin Obando 56' Claudio Jara 80' Germán Chavarría 85' Carlos Castro |

### Tweede ontmoeting
| Vriendschappelijk (Dammam, Saoedi-Arabië, 27 september 1993): |              | |
| Saoedi-Arabië                                                 | 3 – 2        | Costa Rica |
| Hamzah Idris 8' Majed Abdullah 25' Saeed Owairan 55'          | goals        | 38' Germán Rodríguez 75' (pen.) Rónald Gómez |
|                                                               | bondscoach   | Toribio Rojas |
|                                                               | opstellingen | 83' Hermidio Barrantes 35' Geovanny Jara 70' José Chaves Héctor Marchena Marvin Ángulo Germán Rodríguez Mauricio Solís Kénneth Paniagua Rónald Gómez 60' Marvin Obando 48' José Jaikel |
|                                                               | wissels      | 35' Heriberto Quiroz 48' Carlos Wanchope 60' Carlos Castro 70' Germán Chavarria 83' Pedro Cubillo                                                                                      |

### Derde ontmoeting
| Vriendschappelijk (Riyad, Saoedi-Arabië, 17 december 1994): |              | |
| Saoedi-Arabië                                               | 1 – 3        | Costa Rica |
| Khalid Al-Muwallid 31' (pen.)                               | goals        | 31' Rónald Gómez 48' Rónald Gómez 82' Rónald Gómez |
|                                                             | bondscoach   | Toribio Rojas |
|                                                             | opstellingen | Hermidio Barrantes 75' Germán Rodríguez Mario Camacho Marvin Ángulo Austín Berry Mauricio Solís Miguel Davis 80' Floyd Guthrie Kénneth Paniagua 85' Rónald Gómez Claudio Jara |
|                                                             | wissels      | 75' Germán Chavarria 80' Jafet Soto 85' Carlos Wanchope |

### Vierde ontmoeting
| Vriendschappelijk (Fullerton, Verenigde Staten, 17 juli 1999):                                                                                                |              | |
| Costa Rica | 1 – 0        | Saoedi-Arabië |
| Rónald Gómez 51' | goals        | |
| Francisco Maturana | bondscoach   | Milan Máčala |
| Erick Lonnis Geovanny Jara 61' Víctor Cordero Alexander Madrigal Austin Berry Gerson Watson Mauricio Solís Walter Centeno Roy Myers Allan Oviedo Rónald Gómez | opstellingen | Mohammed Al-Deayea Mohammed Al-Khilaiwi Moshin Al-Harthi 76' Abdullah Zubromawi 46' Hussein Sulimani Mohammed Al-Jahani 46' Ibrahim Al-Harbi 61' Ibrahim Al-Shokia Nawaf Al-Temyat Hamzah Falatah Ibrahim Al-Shahrani |
| Hárold Wallace 61' | wissels      | 46' Abdullah Bin Shehan 46' Tisir Al-Antaif 61' Abdullah Al-Shahrani 76' Saleh Al-Dawod |
| - Duel gespeeld achter gesloten deuren op verzoek van Saoedi-Arabië, al wisten enkele tientallen supporters het stadion te betreden.                          |              | |

FEDEFUTBOL · A-internationals · Selecties · Bondscoaches · Costa Ricaans vrouwenelftal · Costa Rica U21 · Costa Rica U20 · Costa Rica U19 · Costa Rica U18 · Costa Rica U17
1920 – 1949 ·
1950 – 1969 ·
1970 – 1979 ·
1980 – 1989 ·
1990 – 1999 ·
2000 – 2009 ·
2010 – 2019 ·
2020 − 2029
Copa América 1997 · 
Copa América 2001 · 
Copa América 2004 · 
Copa América 2011 · 
Copa América 2016
WK 1990 · 
WK 2002 · 
WK 2006 · 
WK 2014 · 
WK 2018
OS 1980 · 
OS 1984 · 
OS 2004
1921 · 
1922–1929 · 
1930 · 
1931–1934 · 
1935 · 
1936–1937 · 
1938 · 
1939 · 
1940 · 
1941 · 
1942 · 
1943 · 
1944–1945 · 
1946 · 
1947 · 
1948 · 
1949 · 
1950 · 
1951 · 
1952 · 
1953 · 
1954 · 
1955 · 
1956 · 
1957 · 
1958 · 
1959 · 
1960 · 
1961 · 
1962 · 
1963 · 
1964 · 
1965 · 
1966 · 
1967 · 
1968 · 
1969 · 
1970 · 
1971 · 
1972 · 
1973 · 
1974–1975 · 
1976 · 
1977–1978 · 
1979 · 
1980 · 
1981–1982 · 
1983 · 
1984 · 
1985 · 
1986 · 
1987 · 
1988 · 
1989 · 
1990 · 
1991 · 
1992 · 
1993 · 
1994 · 
1995 · 
1996 · 
1997 · 
1998 · 
1999 · 
2000 · 
2001 · 
2002 · 
2003 · 
2004 · 
2005 · 
2006 · 
2007 · 
2008 · 
2009 · 
2010 · 
2011 · 
2012 · 
2013 · 
2014 · 
2015 · 
2016 · 
2017 ·
2018 ·
2019 ·
2020 ·
2021 ·
2022 ·
2023 ·
2024
Argentinië ·
Aruba ·
Australië ·
Barbados ·
België ·
Belize ·
Bermuda ·
Bolivia ·
Bosnië en Herzegovina ·
Brazilië ·
Canada ·
Chili ·
China ·
Colombia ·
Cuba ·
Curaçao ·
Dominicaanse Republiek ·
Duitsland ·
Ecuador ·
El Salvador ·
Engeland ·
Finland ·
Frankrijk ·
Grenada ·
Griekenland ·
Guatemala ·
Guyana ·
Haïti ·
Honduras ·
Hongarije ·
Ierland ·
Iran ·
Italië ·
Jamaica ·
Japan ·
Joegoslavië ·
Kameroen ·
Marokko ·
Mexico ·
Nederland ·
Nederlandse Antillen ·
Nicaragua ·
Nieuw-Zeeland ·
Nigeria ·
Noord-Ierland ·
Noorwegen ·
Oekraïne ·
Oezbekistan ·
Oman ·
Oostenrijk ·
Panama ·
Paraguay ·
Peru ·
Polen ·
Puerto Rico ·
Qatar ·
Rusland ·
Saint Kitts en Nevis ·
Saint Vincent en de Grenadines ·
Saoedi-Arabië ·
Schotland ·
Servië ·
Slowakije ·
Sovjet-Unie ·
Spanje ·
Suriname ·
Trinidad en Tobago ·
Tsjechië ·
Tsjecho-Slowakije ·
Tunesië ·
Turkije ·
Uruguay ·
Venezuela ·
Verenigde Arabische Emiraten ·
Verenigde Staten ·
Wales ·
Zuid-Afrika ·
Zuid-Korea ·
Zweden ·
Zwitserland
Brazilië (2018) ·
China (2002) · 
Duitsland (2006) · 
Ecuador (2006) · 
Engeland (2014) · 
Griekenland (2014) · 
Italië (2014) ·
Nederland (2014) · 
Polen (2006) · 
Servië (2018) ·
Spanje (2022) ·
Turkije (2002) · 
Uruguay (2014) ·
Zwitserland (2018)
SAFF · A-internationals · Selecties · Bondscoaches · Statistieken · Saoedi-Arabisch vrouwenelftal · Saoedi-Arabië U21 · Saoedi-Arabië U20 · Saoedi-Arabië U19 · Saoedi-Arabië U18 · Saoedi-Arabië U17
1950 – 1959 · 
1960 – 1969 · 
1970 – 1979 · 
1980 – 1989 · 
1990 – 1999 · 
2000 – 2009 · 
2010 – 2019 ·
2020 − 2029
WK 1994 · 
WK 1998 · 
WK 2002 · 
WK 2006 · 
WK 2018
OS 1984 · 
OS 1996 · 
OS 2020
1957 · 
1958 · 1959 · 1960 · 
1961 · 
1962 · 
1963 · 
1964 · 1965 · 1966 · 
1967 · 
1968 · 
1969 · 
1970 · 
1971 · 
1972 · 
1973 · 
1974 · 
1975 · 
1976 · 
1977 · 
1978 · 
1979 · 
1980 · 
1981 · 
1982 · 
1983 · 
1984 · 
1985 · 
1986 · 
1987 · 
1988 · 
1989 · 
1990 · 
1991 · 
1992 · 
1993 · 
1994 · 
1995 · 
1996 · 
1997 · 
1998 · 
1999 · 
2000 · 
2001 · 
2002 · 
2003 · 
2004 · 
2005 · 
2006 · 
2007 · 
2008 · 
2009 · 
2010 · 
2011 · 
2012 · 
2013 ·
2014 ·
2015 ·
2016 ·
2017 ·
2018 ·
2019 ·
2020 ·
2021 ·
2022 ·
2023
Afghanistan · 
Albanië ·
Algerije · 
Angola · 
Argentinië · 
Australië · 
Azerbeidzjan · 
Bahrein · 
Bangladesh · 
België · 
Bhutan · 
Bolivia · 
Brazilië · 
Bulgarije · 
Cambodja ·
Canada · 
Chili · 
China · 
Colombia ·
Congo-Brazzaville · 
Congo-Kinshasa · 
Costa Rica · 
Cyprus · 
Denemarken · 
Duitsland · 
Ecuador ·
Egypte · 
Engeland · 
Equatoriaal-Guinea ·
Estland · 
Finland · 
Frankrijk · 
Gabon · 
Gambia ·
Georgië · 
Ghana · 
Griekenland ·
Honduras · 
Hongarije · 
Hongkong · 
Ierland · 
IJsland · 
India · 
Indonesië · 
Irak · 
Iran · 
Italië ·
Jamaica · 
Japan · 
Jemen · 
Jordanië · 
Kameroen · 
Kazachstan · 
Kirgizië · 
Koeweit · 
Kroatië ·
Laos ·
Letland ·
Libanon · 
Libië · 
Liechtenstein · 
Litouwen ·
Luxemburg · 
Macau ·  
Maleisië · 
Mali · 
Marokko · 
Mauritanië · 
Mexico · 
Moldavië ·
Mongolië · 
Namibië · 
Nederland · 
Nepal · 
Nieuw-Zeeland · 
Nigeria · 
Noord-Korea ·
Noord-Macedonië ·
Noorwegen ·
Oeganda · 
Oekraïne · 
Oezbekistan · 
Oman · 
Oost-Timor ·
Pakistan ·
Palestina · 
Panama ·
Paraguay · 
Peru ·
Polen · 
Portugal · 
Qatar · 
Rusland · 
Schotland · 
Senegal · 
Singapore · 
Slovenië · 
Slowakije · 
Soedan · 
Spanje · 
Sri Lanka · 
Syrië · 
Tadzjikistan · 
Taiwan · 
Tanzania · 
Thailand · 
Togo · 
Trinidad en Tobago · 
Tsjechië · 
Tunesië · 
Turkije · 
Turkmenistan · 
Uruguay · 
Venezuela · 
Verenigde Arabische Emiraten · 
Verenigde Staten · 
Vietnam · 
Wales · 
Wit-Rusland · 
Zambia ·
Zimbabwe ·
Zuid-Afrika · 
Zuid-Jemen · 
Zuid-Korea · 
Zweden
Argentinië (1992) · 
Argentinië (2022) · 
Egypte (2018) · 
Oekraïne (2006) · 
Rusland (2018) ·
Spanje (2006) ·
Tunesië (2006) ·
Uruguay (2018)